# Murat Türker
Murat Türker (ur. 21 sierpnia 1972 w Eskişehir) – turecki wioślarz.

## Osiągnięcia
- Mistrzostwa Świata – Wiedeń 1991 – jedynka wagi lekkiej – 19. miejsce[1].
- Mistrzostwa Świata – Račice 1993 – jedynka wagi lekkiej – 15. miejsce[1].
- Mistrzostwa Świata – Tampere 1995 – jedynka wagi lekkiej – 9. miejsce[1].
- Mistrzostwa Świata – Aiguebelette-le-Lac 1997 – jedynka wagi lekkiej – brak[1][2].
- Mistrzostwa Świata – Kolonia 1998 – jedynka wagi lekkiej – 19. miejsce[1].
- Mistrzostwa Świata – Sewilla 2002 – dwójka podwójna – 16. miejsce[1].
- Mistrzostwa Świata – Mediolan 2003 – dwójka podwójna – 20. miejsce[1].
- Mistrzostwa Europy – Ateny 2008 – czwórka bez sternika wagi lekkiej – 5. miejsce[1].
- Mistrzostwa Świata – Linz 2008 – czwórka podwójna wagi lekkiej – 5. miejsce[1].
- Mistrzostwa Świata – Poznań 2009 – ósemka wagi lekkiej – 7. miejsce[1].